# 웬디 데이비스

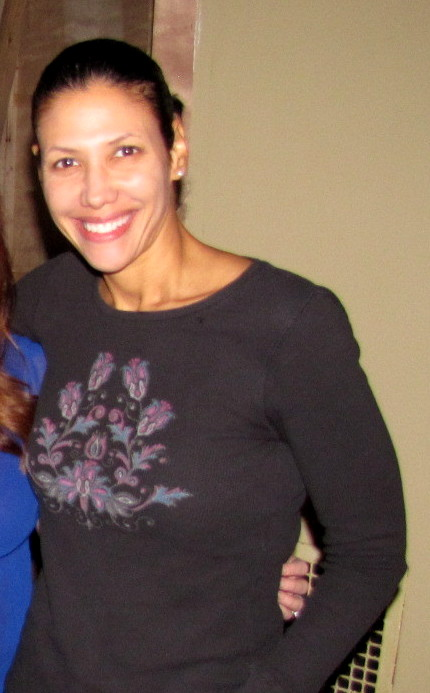

웬디 데이비스(Wendy Davis, 1966년 6월 30일 ~ )는 미국의 배우, 텔레비전 배우, 영화배우이다.

## 방송
- 러브 이즈
- 아미 와이브즈 7
- 아미 와이브즈 6
- 아미 와이브즈 5
- 아미 와이브즈 2

## 영화
- 아미 와이브즈 7 (2013년) - 조앤 버튼 역
- 아미 와이브즈 6 (2012년)
- 아미 와이브즈 5 (2011년)
- 아미 와이브즈 1 (2007년) - 조앤 버튼 역
- 트랩트 (2002년)
- 투 문 정션 2 (1994년)